# Carabus torosus
Carabus torosus es una especie de insecto adéfago del género Carabus, familia Carabidae. Fue descrita científicamente por I. Frivaldszky von Frivald en 1835.
Habita en Bulgaria y Turquía.

## Subespecies
Posee 3 subespecies que se detallan a continuación:
- Carabus torosus rigouti Basquin & Darge, 1986
- Carabus torosus salignus Schweiger, 1969
- Carabus torosus vexator Schweiger, 1969